# ریسکی کید
ریسکی کید (به انگلیسی: RiskyKidd) (زاده ۱۷ ژوئن ۱۹۹۴) رپر انگلیسی-یونانی است.
او در مسابقه آواز یوروویژن ۲۰۱۴ به همراه فریکی فورچون نماینده یونان بود.